# Fimbristylis vahlii
Fimbristylis vahlii là loài thực vật có hoa trong họ Cói. Loài này được (Lam.) Link mô tả khoa học đầu tiên năm 1827.